# أمين سويني
أمين سويني (بالإندونيسية: Amin Sweeney)‏ هو لغوي إندونيسي، ولد في 13 ديسمبر 1938 في إنجلترا في المملكة المتحدة، وتوفي في 13 نوفمبر 2010 في إندونيسيا.